# Victor Buono
Victor Buono (* 3. Februar 1938 in San Diego; † 1. Januar 1982 in Apple Valley, Kalifornien) war ein US-amerikanischer Schauspieler im Film und im Fernsehen.

## Leben
Buono debütierte mit 18 Jahren auf der Theaterbühne und kam dann über Auftritte in Fernsehserien ab 1959 auch zum Kinofilm. Er war zeit seines Lebens festgelegt auf das Image des schicksalsverfolgten, einfältigen Kleinstädters; seine enorme Körperstatur unterstrich die Unbeholfenheit dieser Rollen. 
Seine ersten internationalen Erfolg feierte Buono mit Was geschah wirklich mit Baby Jane? (1962), in diesem Horrorfilm spielte er den opportunistischen Pianisten eines verrückt gewordenen Ex-Kinderstars (gespielt von Bette Davis) und erhielt hierfür Nominierungen für Oscar und Golden Globe. Zwei Jahre später spielte er erneut an der Seite von Davis und unter Regie von Robert Aldrich in Wiegenlied für eine Leiche, mit gerade Mitte Zwanzig spielte er einen mittelalten Südstaatler. Das Genre des phantastischen Films prägte auch Buonos weiteres filmisches Werk, allerdings reichten die späteren, meist billig hergestellten Produktionen nicht mehr an seine ersten Erfolge heran. Zu seinen Leinwandpartnern gehörte unter anderem der ehemalige Dracula-Darsteller der Universal Studios, John Carradine.
Im Fernsehen wirkte er auch in Serien mit, beispielsweise zwischen 1966 und 1968 in Batman als Schurke „King Tut“, in sechs Folgen im Serien-Klassiker 77 Sunset Strip in verschiedenen Rollen sowie zwischen 1977 und 1978 als Mr. Schubert in Der Mann aus Atlantis. Er spielte auch in vier Episoden von Perry Mason. Darüber hinaus hatte Buono in zahlreichen Fernsehserien Episodenauftritte.
Buono starb zu Neujahr 1982 mit nur 43 Jahren an den Folgen eines Herzinfarktes.

## Filmografie (Auswahl)
- 1960: Das Buch Ruth (The Story of Ruth)
- 1961: Die Unbestechlichen (Staffel 2-Ep. 25, Blüten aus Chinatown (Mister Moon))
- 1961: Kein Fall für FBI (The Detectives, Fernsehserie, Episode 3x06)
- 1962: Was geschah wirklich mit Baby Jane? (Whatever Happened to Baby Jane)
- 1963: Vier für Texas (Four for Texas)
- 1964: Wiegenlied für eine Leiche (Hush, Hush, Sweet Charlotte)
- 1964: Sieben gegen Chicago (Robin and the 7 Hoods)
- 1965: Die größte Geschichte aller Zeiten (The Greatest Story Ever Told)
- 1966: Leise flüstern die Pistolen (The Silencers)
- 1966–1968: Batman (Batman) (Fernsehserie)
- 1969: Hügel der blutigen Stiefel (La collina degli stivali)
- 1970: Rückkehr zum Planet der Affen (Beneath the Planet of the Apes)
- 1971: Der Würger kommt auf leisen Socken (Lo strangolatore di Vienna)
- 1972: Zum Teufel mit Hosianna (The Wrath of God)
- 1977–1978: Der Mann aus Atlantis (Man from Atlantis) (Fernsehserie)
- 1979: Weißes Haus, Hintereingang Backstairs at the White House (Fernsehserie)
- 1980: Sam Marlow, Privatdetektiv (The Man with Bogart’s Face)

## Auszeichnungen
Nominierung für den Oscar sowie den Golden Globe als bester Nebendarsteller 1963 für die Rolle in Was geschah wirklich mit Baby Jane?